# Tsuyako Ōno
Pour les articles homonymes, voir Ono.
Tsuyako Ōno (大野つや子, Ōno Tsuyako), née le 27 janvier 1934 et morte le 28 janvier 2021, est une femme politique japonaise, représentant la préfecture de Gifu à la Chambre des conseillers du Japon pour le Parti libéral-démocrate du Japon. Elle est également nommée au second gouvernement Mori, au poste de secrétaire parlementaire chargée de la défense.

## Jeunesse et études
Ōno naît le 27 janvier 1934 à Tokyo. Elle obtient en 1950 son diplôme du lycée pour filles Kōnodai (en).

## Carrière électorale
À la suite du décès prématuré de son mari, elle se porte candidate à sa succession à la Chambre des conseillers du Japon, pour représenter la préfecture de Gifu. À l'issue d'élections partielles en 1996, elle est élue avec une large majorité, et entre ainsi à la Chambre des conseillers.
Elle est nommée au second gouvernement Mori en 2001, au poste de secrétaire parlementaire chargée de la défense,.
Après avoir pris sa retraite politique en 2007, elle meurt le 28 janvier 2021, à l'âge de 86 ans.

## Vie privée
Elle est mariée à Akira Ōno (ja), ancien ministre des transports, faisant d'elle la belle-fille de l'ancien président de la Chambre des représentants Banboku Ōno,.
Elle a deux fils, dont le cadet,, Yasutada Ōno (ja), est lui aussi conseiller au Parlement japonais,.
Elle apprécie particulièrement l'art floral japonais, ainsi que la calligraphie.